# Dao (Säbel)
Dao (chinesisch 刀, Pinyin dāo, Jyutping dou1, kantonesisch do, Pe̍h-ōe-jī to – „Messer, Säbel, einschneidige Klinge“) ist die Bezeichnung für einen einschneidigen chinesischen Säbel bzw. einschneidiges Schwert. Historisch gibt es vereinzelt Ausnahmen bei dem ein Dao auch eine zweischneidige Blankwaffe darstellt.

## Benennung
Dao ist ein Oberbegriff und die hauptsächlich bekannte Bezeichnung. Bisweilen gibt es z. B. im Chinesischen die Bezeichnung Dandao (单刀 – „Einzelsäbel“) oder Shuangdao (双刀 – „Doppelsäbel oder Doppelmesser“, z. B. Hudie Shuangdao), oder Taijidao (太极刀 – „Taiji-Säbel“), die sich auf die jeweiligen Formen, in denen die Waffe verwendet werden, beziehen. Daneben beziehen z. B. die chinesische Bezeichnungen Dadao (大刀 – „Großsäbel“) oder Yanyuedao (偃月刀 – „Sichelmondglefe bzw. Sichelmondhellebarde“), hier speziell das berühmte Qinglong Yanyuedao (青龙偃月刀 – „Sichelmondklinge des Blaugrünen Drachen“) von General Guan,  auf die Form der Waffen selbst als solche.

## Beschreibung
Der Dao hat meist eine einschneidige, je nach Epoche eine geschwungene oder eine gerade Klinge. Die Breite der Klinge variiert stark von der Art und dem historischen Zeitraum der Waffe. Der gewöhnliche Dao ist meist vom Heft (je nach Variante verschieden) zum Ort hin breiter. Der Ort ist spitz gearbeitet. Die Klinge kann mit einem oder mehreren Hohlschliffen gestaltet sein. Das Heft hat meist ein rundes oder leicht ovales Parier. Er ist aus Holz und oft mit Stoffen oder Leder überzogen. Der Knauf besteht aus Metall und ist abgerundet. Die Scheiden sind aus zwei Hälften und bestehen aus mit Leder überzogenem Holz. Über die Scheiden verlaufen Metallbänder, die zur Stabilisierung und zum Tragen der Waffe benötigt werden, da an ihnen die Trageringe angebracht sind.
Die einhändig geführte Waffe leitet sich vom mongolischen Reitersäbel ab, wurde in China aber von Fußsoldaten geführt. Es konnte sowohl als Hieb- als auch als Stichwaffe, meist in Kombination mit einem Rundschild, eingesetzt werden.
Die Stärken des Dao liegen im Nahkampf gegen gepanzerte Infanterie. Es ist leicht und daher für den Sturmangriff und gegen Bogenschützen geeignet. Schwächen zeigt das Dao beim Kampf gegen Kavallerie. Hierfür ist in der Tang-Dynastie eine zweihändige Blankwaffe entstanden, deren Form sich in Korea und Japan (dort als Tachi) schnell verbreitet hat.

## Bilder

Chinesische Dao – aus verschiedenen Epochen
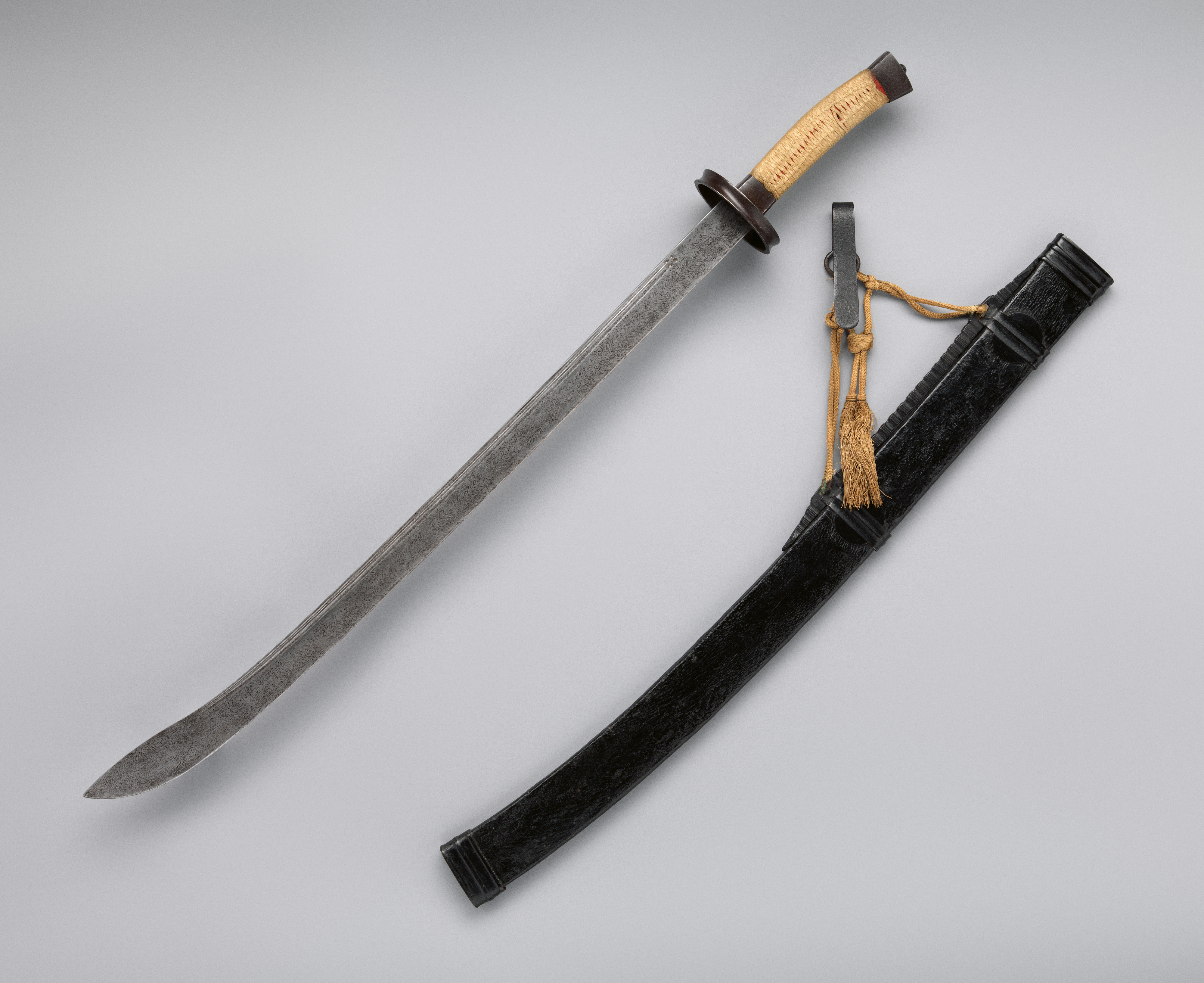
Yaodao – 18. Jh. – zur Qing-Zeit
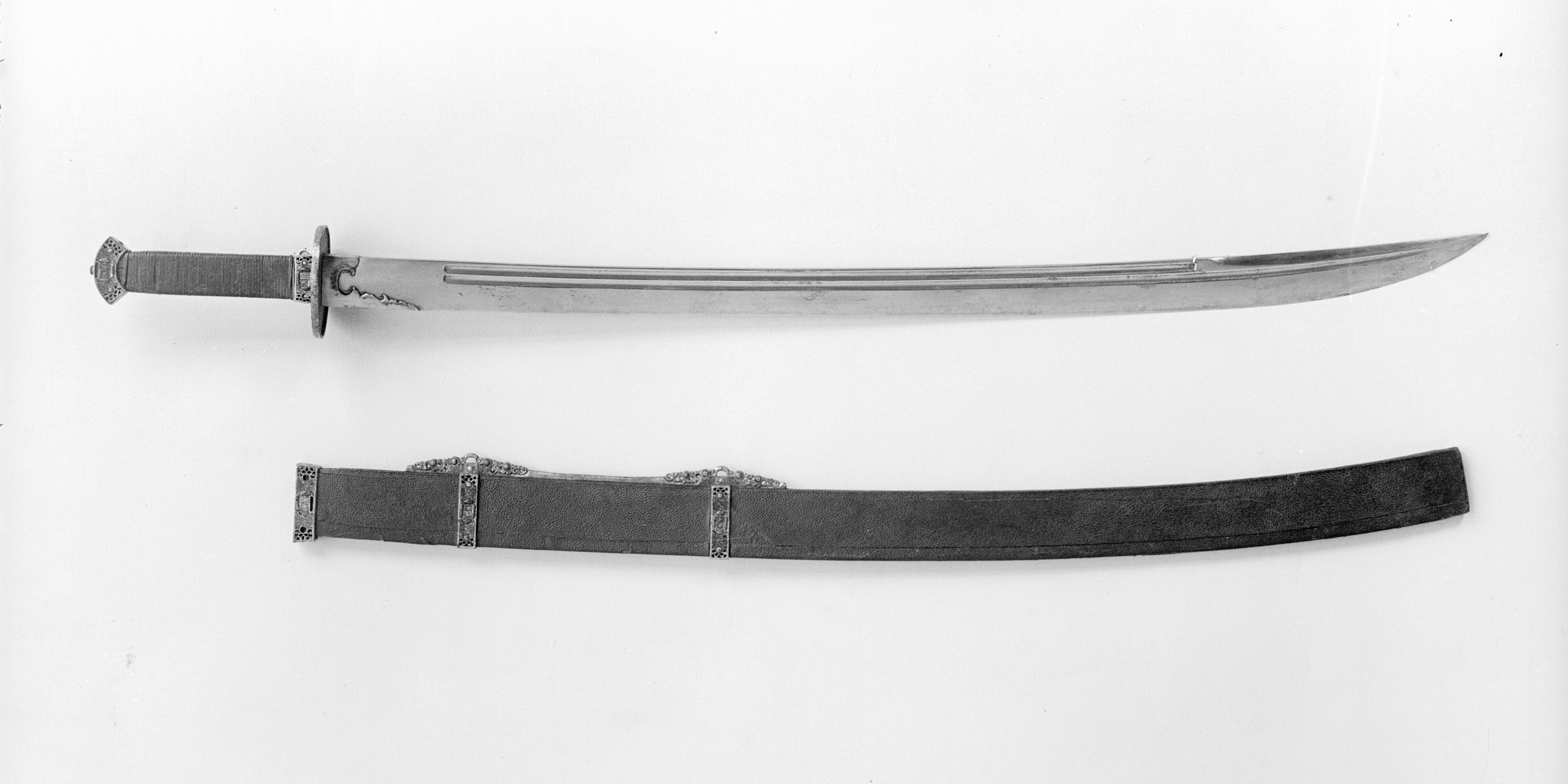
Liuyedao – Lanzette – 17. Jh. zur Qing-Zeit
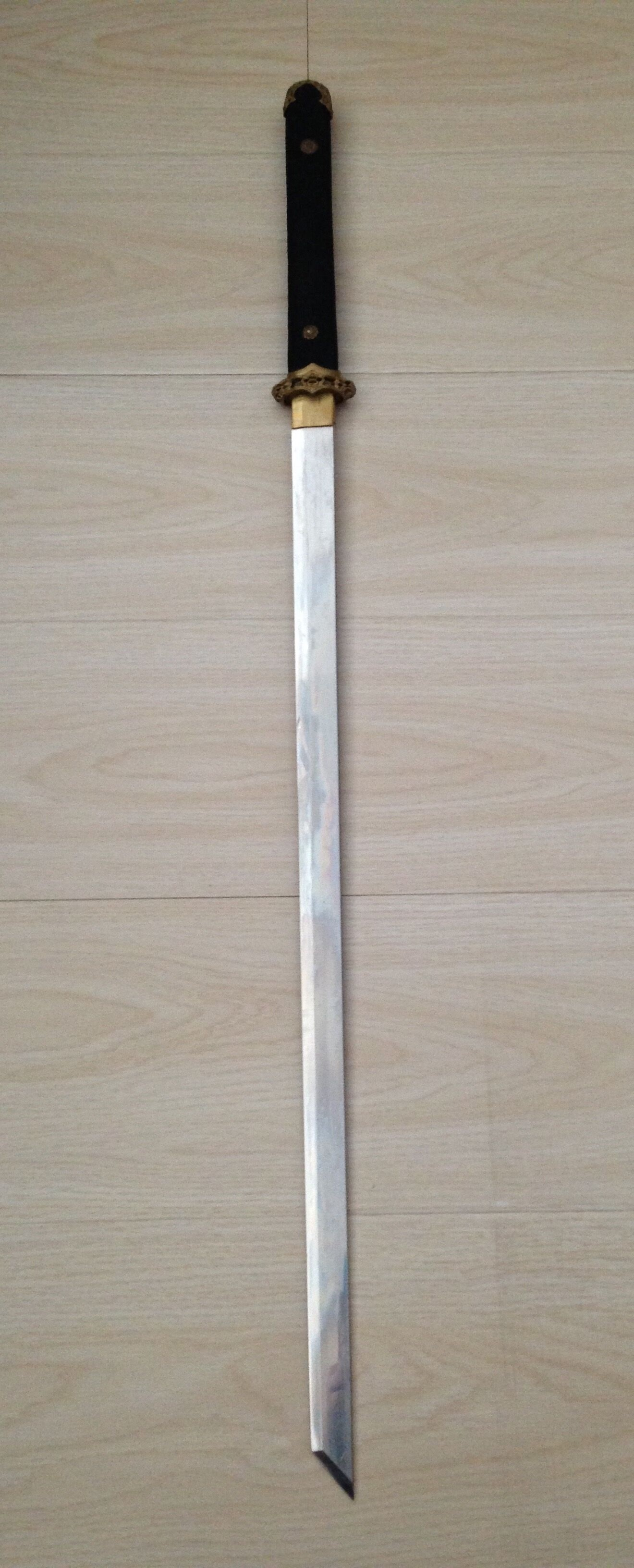
Hengdao – Tang-Zeit
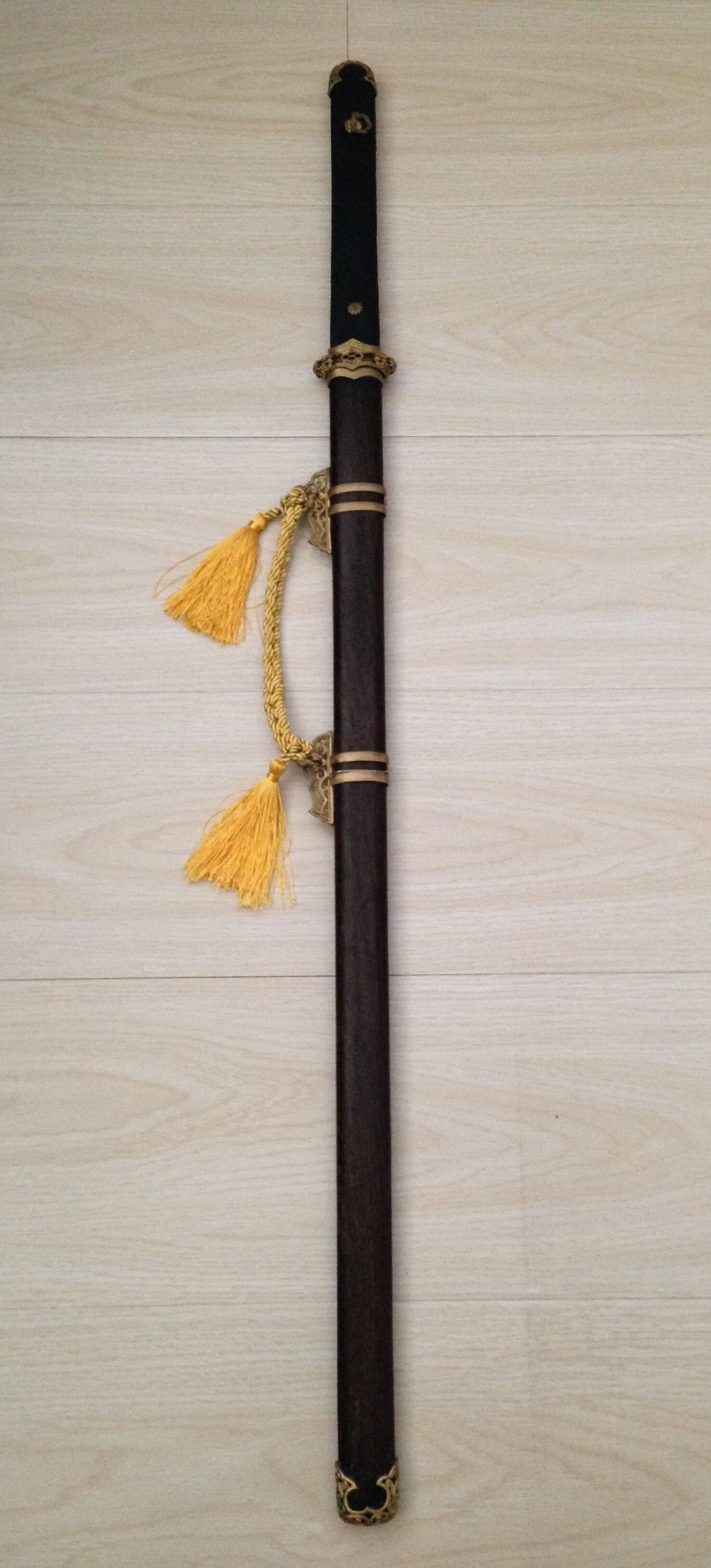
Mit Schwertscheide.